# Ruhlaer Mundart
Als Ruhlaer Mundart (auch Rühler Mundart, Rühler Platt, mundartlich Rühler Spraoch) wird die Mundart der thüringischen Stadt Ruhla bezeichnet. Das besondere des Dialekts ist eine eigene Phonetik und teilweise besondere Grammatik.

## Geschichte
Die erste umfangreiche Betrachtung des Ruhlaer Dialektes stammt von Karl Regel in dem 1868 in Weimar verlegten Buch Die Ruhlaer Mundart. Heute wird Rühler nur noch von sehr wenigen Einwohnern gesprochen. Zur Wahrung gibt es ein Mundart-Wörterbuch und zahlreiche Sammlungen von Gedichten und Redensarten.
Bei Heimatabenden bringen die Mitglieder der Folklorevereinigung Alt Ruhla e. V. ihre selbsterdachten Theaterstücke und Schwänke in Mundart in immer neuen Variationen dar: Die Damenschnieder (1946), Dear Rühler Kirchenstriet (1949), Rühler Lüter (1952), Der Fliegenschnieder (1954) oder Die schöne Elephantine (1976).

## Beispiele
| Rühler Mundart | Deutsch                             |  | Rühler Mundart | Deutsch                           |  | Rühler Mundart | Deutsch                  |
| -------------- | ----------------------------------- |  | -------------- | --------------------------------- |  | -------------- | ------------------------ |
| allmilaat      | mein ganzes Leben lang, schon immer |  | Koumpest       | Sauerkraut                        |  | Piepgulger     | Truthahn                 |
| eambäizitier   | herbeirufen                         |  | kudd           | tauschen, handeln                 |  | Raodebärrn     | Schubkarre               |
| Huller         | Frikadelle, Hackfleischklößchen     |  | närrsch        | komisch                           |  | Schlambaamben  | Lügen                    |
| Kachelworscht  | Pfannenblutwurst                    |  | orzen          | etwas nicht aufessen, übriglassen |  | schüllich      | schlecht, hässlich, übel |